# Manilkara spectabilis
Manilkara spectabilis е вид растение от семейство Sapotaceae. Видът е критично застрашен от изчезване.

## Разпространение
Разпространен е в Коста Рика.